# Санкт-Петер-ам-Оттерсбах
Санкт-Петер-ам-Оттерсбах (нім. Sankt Peter am Ottersbach) — ярмаркова комуна  (нім. Marktgemeinde)  в Австрії, у федеральній землі Штирія. Знаходиться в 10 км на північ від кордону зі Словенією.
Ландшафт характеризується пологими пагорбами і долинами, крутими виноградниками (регіон відомий виробництвом вина), садами, лісами і полями.
Входить до складу округу Зюдостштайєрмарк. Населення становить 2,261 осіб (станом на 31 грудня 2013 року). Займає площу 35 км². Санкт-Петер-ам-Оттерсбах це 800-річне місто. Через економічне і культурне значення, ярмаркова комуна утворена 1 серпня 1974 року.